# Opinionista
Un opinionista, nel suo significato originario, è un giornalista della stampa o della radiotelevisione, autore di commenti su fatti politici o di costume, ovvero un giornalista che scrive articoli di opinione, di commento ai fatti più importanti. Secondo il dizionario italiano di Aldo Gabrielli, opinionista è un giornalista che esprime valutazioni e commenti su fatti politici e di costume. La traduzione in inglese è columnist, che secondo il Merriam-Webster è colui o colei che scrive su un giornale o rivista commentando e esprimendo opinioni. La traduzione in francese è éditorialiste,  cioè un giornalista (prima di ogni cosa) che esprime commenti su fatti e argomenti sui quali vanta una notevole e qualificata esperienza.
Tale termine è stato tuttavia esteso a tutti coloro che esprimono le proprie opinioni come ospiti in trasmissioni televisive o radiofoniche, senza riguardo alla professione esercitata, ma che di solito hanno una conoscenza specifica della materia trattata. Un opinionista può anche essere un esponente di una particolare professione, chiamato a esprimere opinioni tecniche, in particolare nello sport (ex calciatori, arbitri, allenatori, eccetera): in questo caso per indicarlo è utilizzato anche il termine inglese talent.
D'altra parte, sono frequenti i casi di opinionisti presenti in programmi televisivi di intrattenimento (Uomini e donne, L'isola dei famosi, Live - Non è la d'Urso ecc.) ai quali non viene richiesta la conoscenza di materie specifiche, anche perché non è necessaria: il loro ruolo consiste semplicemente nel discutere durante la trasmissione, spesso in maniera animata e polemica.

## Etimologia
Il termine è un neologismo, con apposizione del suffisso -ista alla radice opinione, a indicare una relazione tra un concetto base e la sua espressione per il tramite di un soggetto ben identificato (come ad esempio civilista da diritto civile, comparatista da letterature comparate, correntista da conto corrente, internista da medicina interna).